# 敦士
敦士（あつし、1976年〈昭和51年〉2月22日 - ）は、日本のファッションモデル、タレント、俳優である。岐阜県養老郡養老町出身。オスカープロモーション所属。血液型はA型。妻はモデルの結花子。2児の父。

## 来歴
- 養老町立東部中学校、岐阜県立大垣南高等学校、中京大学経営学部卒業。
- 名古屋の予備校に行っていた。
- 大学在学中、友人の紹介で名古屋でモデルとして活動。大学卒業後は上京し、雑誌やCM、ファッションショーなど活動を広げるが、30歳を機に新しいことをやりたいと俳優業に進出する[1]。事務所移籍のタイミングでラジオ「Suono Dolce TOKYO AFTER6」レギュラーを獲得する[1][2]。2010年に『めちゃ×2イケてるッ!』の新メンバーオーディションに合格[1]。
- 2012年12月29日、モデルの結花子と婚姻[3]。2017年3月6日に第一子となる長男（3360g）が誕生[4]。2022年6月には第二子となる長女（3248g）が誕生している。

## 人物・エピソード
- 趣味は映画鑑賞、音楽鑑賞、ドライブ、アウトドア。
- 特技の剣道は2段の腕前[5]。
- 予備校に行く時に養老鉄道を毎日使っていた。30分に1本しかなく、乗り過ごすと母親の車で追いかけないといけないが、追いつくのが西大垣駅だった思い出がある[6]。

## 持ちネタ
『めちゃ×2イケてるッ!』の新メンバーオーディションに参加して以来、下半身をTバック姿となって、ドナ・サマーの「Hot Stuff」に乗せて踊ったり、ウォーキングをすることが持ちネタのようになった。オーディションでライバルに対抗すべく自分の生足をアピールする方法として自ら考えたもので、所属事務所もこのパフォーマンスを快諾している。このネタは敦士本人ではなく、妻である結花子が思いついた物である。
『めちゃイケ』の最終回では、新メンバーに加入してから「同番組内における自身の存在意義」に苦悩・葛藤した経緯を口にした。

## 出演

### テレビドラマ
- 嬢王 Virgin（2009年、テレビ東京） - 福田 役
- 悪党〜重犯罪捜査班（2011年、朝日放送・テレビ朝日） - 西村和也 役
- プロポーズ兄弟〜生まれ順別 男が結婚する方法〜 第2夜（2011年2月22日、フジテレビ） - 諸星 役
- ハンチョウ〜神南署安積班〜 シリーズ4〜 正義の代償〜 第6話（2011年5月16日、TBS） - 小野寺 役
- DOCTORS〜最強の名医〜（2011年10月 - 12月、テレビ朝日） - 高泉賢也 役
- カウンターのふたり 第3話「終わりと始まりの間」（2012年5月19日、TwellV） - 武内順 役
- ボーイズ・オン・ザ・ラン（2012年7月 - 9月、テレビ朝日） - 吉久 役
- 水曜ミステリー9「特命おばさん検事! 花村絢乃の事件ファイル」（2012年12月26日、テレビ東京） - 渡部守 役
- ガリレオ 第4章「曲球る」（2013年5月6日、フジテレビ） - 志村孝彦 役
- ドラマスペシャル DOCTORS〜最強の名医〜（2013年6月1日、テレビ朝日） - 高泉賢也 役
- DOCTORS2〜最強の名医〜（2013年7月 - 9月、テレビ朝日） - 高泉賢也 役
- 水曜ミステリー9「特命おばさん検事! 花村絢乃の事件ファイル2」（2014年2月5日、テレビ東京） - 渡部守 役
- ビター・ブラッド〜最悪で最強の親子刑事〜（2014年4月 - 6月、フジテレビ） - 竹田 役
- 獣医さん、事件ですよ 第3話（2014年7月17日、読売テレビ） - 磯崎秀樹 役
- 匿名探偵 第6話（2014年8月15日、テレビ朝日） - 幹本猛 役
- シンデレラデート（2014年11月 - 12月、東海テレビ） - 橋本拓也 役
- DOCTORS3〜最強の名医〜（2015年1月 - 3月、テレビ朝日） - 高泉賢也 役
- ホテルコンシェルジュ（2015年7月 - 9月、TBS） - 富永哲司 役
- 陰陽師（テレビ朝日、2015年9月13日、テレビ朝日） - 大江元房 役
- 釣りバカ日誌〜新入社員 浜崎伝助〜（2015年10月 - 12月、テレビ東京） - 山口雄二 役
- リテイク 時をかける想い（2016年） - 柳井研二 役
- 三匹のおっさん3〜正義の味方、みたび!!〜（2017年） - 松岡直人 役
- 釣りバカ日誌〜新米社員 浜崎伝助〜（2017年4月21日 -6月16日、テレビ東京） - 山口雄二 役
- 日曜ワイド 「庶務行員 多加賀主水が許さない」（2017年、テレビ朝日） - 三雲豊喜 役
- 重要参考人探偵（2017年、テレビ朝日） - 木戸聡 役
- おかえり～とこわかの町・伊勢～（2020年1月2日、東海テレビ[注 1]） - 越野孝之 役[8]
- DOCTORS〜最強の名医〜 2021新春スペシャル（2021年1月10日、テレビ朝日） - 高泉賢也 役
  - DOCTORS〜最強の名医〜ファイナル 新春スペシャル（2023年1月3日、テレビ朝日）[9]
- AKB48の歌 第4話「夕陽を見ているか？」（2022年6月11日、ひかりTV） - 桜井ユウイチ 役
- ケイジとケンジ、時々ハンジ。 第5話（2023年5月11日、テレビ朝日） - 津川亮太郎 役

### 映画
- 仮面ライダー×仮面ライダー 鎧武&ウィザード 天下分け目の戦国MOVIE大合戦（2013年、東映） - 大須賀/オーガ 役
- 修羅の男と家なし少女（2016年） - 主演・陣内英二(元 田無組組員) 役
- 修羅の男と家なし少女2（2017年） - 主演・陣内英二 役
- THE ACTOR -ジ・アクター-（2016年） - 梶本会組員 役
- ありきたりな言葉じゃなくて（2024年） - 一ノ瀬亮 役[10]

### バラエティ
- めちゃ×2イケてるッ!（2010年 - 2018年、フジテレビ） - レギュラー
- 幸せの黄色い仔犬（2011年4月 - 2013年9月、中京テレビ） - 司会兼コーナーロケ
- くりぃむクイズ ミラクル9（テレビ朝日） - 不定期出演
- あらあらかしこ（2014年4月 - 、仙台放送） - 『敦士の休日ごはん』のコーナーでレギュラー出演
- 金麦presents幸せうちレシピ（2015年4月 - 2017年5月、中京テレビ） - レギュラー
- スイッチ! (東海テレビ)（2017年10月3日 - 、東海テレビ） - 『昭和すいっち』のコーナーでレギュラー出演[11]
- LOVEかわさき（2016年4月 - 、tvk） - 司会

### ラジオ
- Suono Dolce TOKYO AFTER6（2007年 - 2009年、ニッポン放送）
- パックンたまご（2011年11月14日 - 2014年3月28日、MBSラジオ）
- オレたちゴチャ・まぜっ!（2014年4月4日 - 2015年3月28日、MBSラジオ）
- SOUNDS OF STORY〜ASADA JIRO LIBRARY〜　「大手三之御門御与力様失踪事件之顛末」（2015年3月21日、J-WAVE）[12]
- イマドキッ（2015年5月13日 - 、MBSラジオ） - 第2部のみ出演
- オレたちゴチャ・まぜっ!～集まれヤンヤンボーイズ 立志篇～（2022年10月 - 2024年3月、MBSラジオ）
- オレたちゴチャ・まぜっ!〜集まれヤンヤン 立志篇〜（2024年4月 - 、MBSラジオ）

### ウェブラジオ
- 敦士のオールナイトニッポンモバイル（2017年2月 - 7月）
- 敦士のオールナイトニッポンｉ（2017年8月 - 2019年6月）

### 舞台
- 罠（2009年）
- 黒革の手帖（2009年）
- つばき、時跳び（2010年） - 根津栄之助 役
- 風と共に去りぬ（2011年） - チャールズ・ハミルトン 役

### CM
- AOKIホールディングス「もてスリム」アイスティー篇
- LION「リキッド　トップ」
- Nestlé「ネスカフェ」
- YAMAHA
- ユニリーバ・ジャパン「ポンズダブルホワイト」
- JINS
- テックレボリューション 空気清浄機「エアドック」（2024年）

### 雑誌
- Gainer

### ショー
- GIORGIO ARMANI
- EMPORIO ARMANI
- HERMES
- VALENTINO
- Salvatore Ferragamo
- Dunhill
- Sergio rossi

他